# Nehmes Bastet
Nehmes Bastet was een priesteres en bekleedde het ambt van "tempelzangeres" in het Oude Egypte. Ze leefde tijdens het 22e dynastie en werd begraven in de Vallei der Koningen.
Ze was de dochter van de hogepriester van Amon. Haar graf wordt geduid als Graf DK 64.